# Jason Kapono
Jason Alan Kapono (Long Beach, California, 2 de febrero de 1981) es un exjugador de baloncesto estadounidense que disputó nueve temporadas en la NBA y una más en la liga griega. Con 2,03 metros de altura, jugaba en la posición de escolta.

## Trayectoria deportiva

### Universidad
Jugó durante 4 temporadas con los Bruins de la Universidad de California Los Ángeles, siendo el primer jugador de esa universidad en ser elegido en los cuatro años en el mejor quinteto de la Pacific Ten Conference, siendo además el único Bruin en liderar a su equipo en anotación en todas sus temporadas. En total promedió 16,5 puntos y 5,1 rebotes por partido.

### Profesional

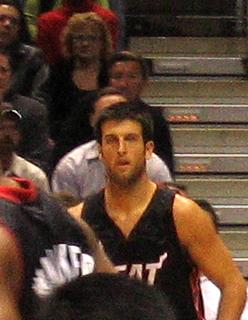
Kapono, con Miami Heat.

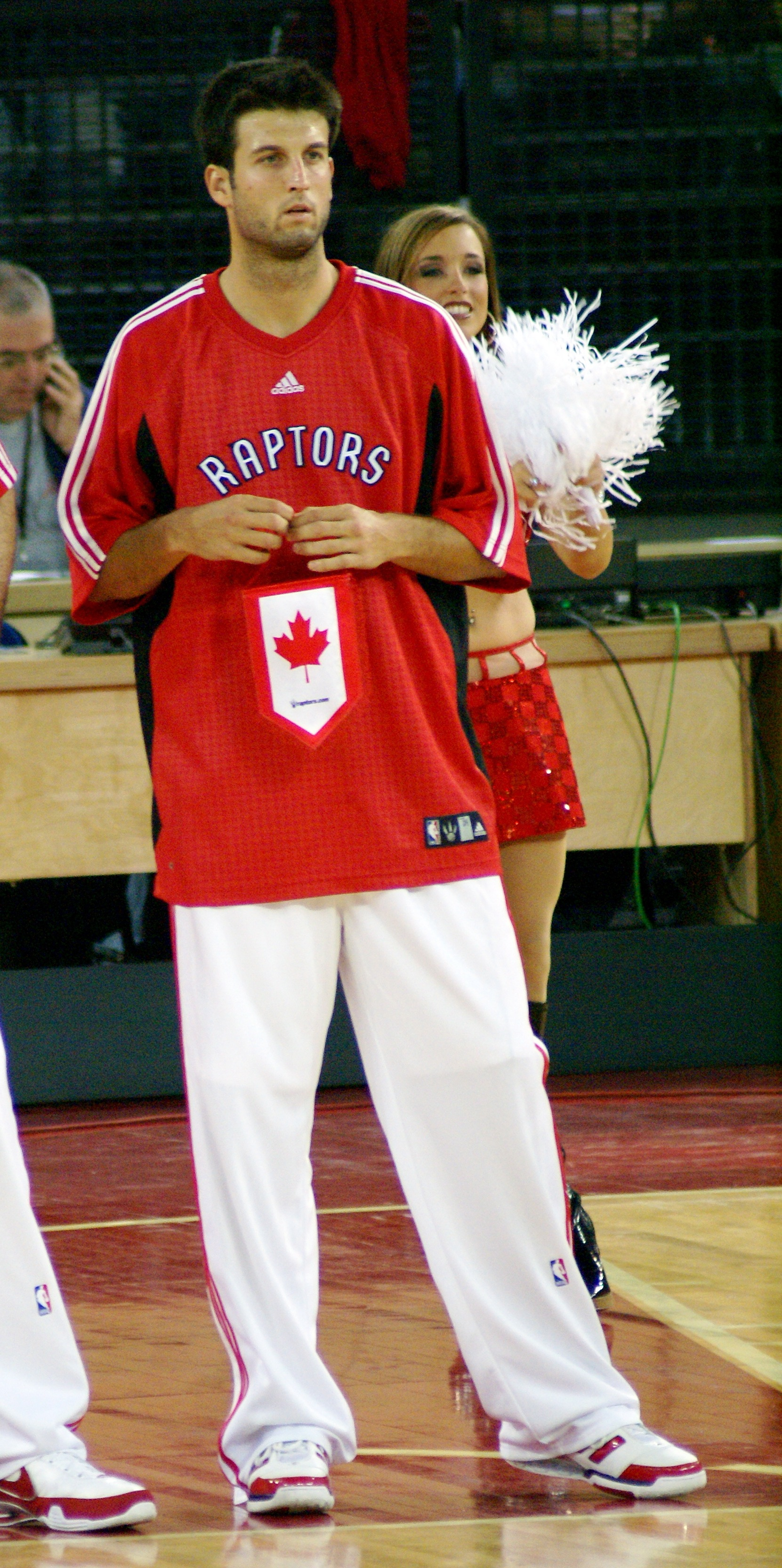
Jason Kapono con Toronto en 2007.

Tras su carrera colegial en la Universidad de California, Kapono fue elegido segundo en el Draft de la NBA de 2003 por los Cleveland Cavaliers en la segunda ronda, en el puesto 31. Tras su temporada de novato con los Cavaliers, fue incluido en el draft de expansión, siendo elegido por Charlotte Bobcats en 2004. Allí mejoró su promedio de puntos de 3,5 a 8,5 por partido. 
Tras pasar por Miami Heat, con los que ganó su primer anillo de Campeón de la NBA, fichó en verano de 2007 por Toronto Raptors.
Jason es un excelente tirador desde la línea de tres puntos y en la temporada 2007-08 lo está demostrando entrando en las rotaciones de los Raptors.
Fue el vencedor del concurso de triples del All-Star Weekend en Las Vegas 2007 y Nueva Orleans 2008 en la que en la ronda final consiguió 25 puntos igualando el récord de puntuación conseguido en 1986 por Craig Hodges.
En junio de 2009, fue traspasado a Philadelphia 76ers en una operación de intercambio con Reggie Evans. El 9 de diciembre de 2011 firma como agente libre con Los Angeles Lakers.
El 15 de marzo de 2012, fue traspasado a Cleveland Cavaliers junto con Luke Walton y una primera ronda del draft a cambio de Ramon Sessions y Christian Eyenga, pero dos días después, y sin llegar a debutar, rescindió su contrato.
En 2012, ficha por el Panathinaikos, donde disputa la liga griega y la Euroliga.

## Estadísticas de su carrera en la NBA
|  | Denota temporadas en las que fue Campeón de la NBA |
|  | Líder de la liga                                   |

### Temporada regular
| Año     | Equipo       | PJ  | PT | MPP  | %TC  | %3P  | %TL   | RPP | APP | ROB | TPP | PPP  |
| ------- | ------------ | --- | -- | ---- | ---- | ---- | ----- | --- | --- | --- | --- | ---- |
| 2003-04 | Cleveland    | 41  | 3  | 10.4 | .403 | .477 | .833  | 1.3 | .3  | .3  | .1  | 3.5  |
| 2004-05 | Charlotte    | 81  | 14 | 18.4 | .401 | .412 | .824  | 2.0 | .8  | .5  | .1  | 8.5  |
| 2005-06 | Miami        | 51  | 2  | 13.0 | .446 | .396 | .848  | 1.4 | .7  | .1  | .1  | 4.1  |
| 2006-07 | Miami        | 67  | 35 | 26.4 | .494 | .514 | .892  | 2.7 | 1.2 | .6  | .0  | 10.9 |
| 2007-08 | Toronto      | 81  | 7  | 18.9 | .488 | .483 | .860  | 1.5 | .8  | .4  | .0  | 7.2  |
| 2008-09 | Toronto      | 80  | 12 | 22.9 | .432 | .428 | .810  | 2.0 | 1.3 | .3  | .0  | 8.2  |
| 2009-10 | Philadelphia | 57  | 12 | 17.1 | .419 | .368 | .600  | 1.2 | .7  | .4  | .1  | 5.7  |
| 2010-11 | Philadelphia | 24  | 2  | 4.7  | .250 | .125 | .500  | .5  | .2  | .1  | .0  | .7   |
| 2011-12 | L.A. Lakers  | 27  | 0  | 10.0 | .382 | .296 | 1.000 | .5  | .4  | .1  | .0  | 2.0  |
| Total   | Total        | 509 | 87 | 17.8 | .442 | .434 | .835  | 1.7 | .8  | .4  | .0  | 6.7  |

### Playoffs
| Año   | Equipo  | PJ | PT | MPP  | %TC  | %3P  | %TL   | RPP | APP | ROB | TPP | PPP  |
| ----- | ------- | -- | -- | ---- | ---- | ---- | ----- | --- | --- | --- | --- | ---- |
| 2006  | Miami   | 1  | 0  | 2.0  | .000 | .000 | .000  | .0  | .0  | .0  | .0  | .0   |
| 2007  | Miami   | 4  | 1  | 19.3 | .471 | .500 | 1.000 | 1.3 | .5  | .5  | .0  | 5.0  |
| 2008  | Toronto | 5  | 0  | 30.4 | .585 | .542 | .750  | 2.6 | .8  | .4  | .0  | 15.6 |
| Total | Total   | 10 | 1  | 23.1 | .557 | .536 | .833  | 1.8 | .6  | .4  | .0  | 9.8  |

## Vida personal
Kapono es de ascendencia hawaiana y portuguesa. Tiene una hermana, Jillian. El 28 de agosto de 2004 se casó con Ashley Kapono (de soltera Cline) y juntos tienen cuatro hijos. Su suegro Tony Cline jugó al fútbol americano en la Universidad de Miami y en la NFL para los Oakland Raiders, mientras que su cuñado Tony Cline Jr. jugó fútbol americano en la Universidad de Stanford y con los Buffalo Bills y los San Francisco 49ers.